# Charlotte Hope
Charlotte Hope, pseudonimo di Charlotte Louise Norris (Salisbury, 15 ottobre 1991), è un'attrice britannica, conosciuta per il suo ruolo di Myranda nella serie televisiva Il Trono di Spade e per aver interpretato Caterina d'Aragona nella miniserie The Spanish Princess.

## Filmografia

### Cinema
- Les Misérables, regia di Tom Hooper (2012)
- The Invisible Woman, regia di Ralph Fiennes (2013)
- La teoria del tutto (The Theory of Everything), regia di James Marsh (2014)
- Testament of Youth, regia di James Kent (2014)
- North v South, regia di Steven Nesbit (2015)
- Miss You Already, regia di Catherine Hardwicke (2015)
- A United Kingdom - L'amore che ha cambiato la storia (A United Kingdom), regia di Amma Asante (2016)
- Allied - Un'ombra nascosta (Allied), regia di Robert Zemeckis (2016)
- Lo stato della mente (Three Christs), regia di Jon Avnet (2017)
- The Nun - La vocazione del male (The Nun), regia di Corin Hardy (2018)
- The Piper, regia di Erlingur Thoroddsen (2023)

### Televisione
- Casualty – serie TV, 1 episodio (2010)
- Missing – serie TV, 1 episodio (2010)
- Waking the Dead – serie TV, 2 episodi (2011)
- Doctors – serial TV, 1 puntata (2012)
- Some Girls – serie TV, 1 episodio (2012)
- Holby City – serie TV, 3 episodi (2012-2013)
- Love & Marriage – serie TV, 1 episodio (2013)
- Law & Order: UK – serie TV, 1 episodio (2013)
- Whitechapel - Crimini dal passato (Whitechapel) – serie TV, 2 episodi (2013)
- Il Trono di Spade (Game of Thrones) – serie TV, 8 episodi (2013-2016)
- The Musketeers – serie TV, 2 episodi (2014)
- Vera – serie TV, 1 episodio (2014)
- Marked – film TV (2014)
- Delitti in Paradiso (Death in Paradise) – serie TV, episodio 5x02 (2016)
- Houdini and Doyle – miniserie TV, 1 puntata (2016)
- Il giovane ispettore Morse (Endeavour) – serie TV, episodio 5x01 (2018)
- The Spanish Princess – miniserie TV, 16 puntate (2019-2020)
- The English Game – miniserie TV, 6 puntate (2020)

## Doppiatrici italiane
Nelle versioni in italiano delle opere in cui ha recitato, Charlotte Hope è stata doppiata da:
- Mattea Serpelloni in Allied - Un'ombra nascosta, The Nun - La vocazione del male, The English Game
- Valentina Favazza in Delitti in Paradiso, The Piper
- Emanuela Ionica ne La teoria del tutto
- Elisa Carucci ne Il Trono di Spade
- Letizia Ciampa in The Spanish Princess